# Ржевская, Александра Федотовна
Алекса́ндра Федо́товна Рже́вская (19 августа 1740 — 17 апреля 1769, Санкт-Петербург) — урождённая Каменская, сестра М. Ф. Каменского, жена поэта Алексея Андреевича Ржевского, одна из первых русских писательниц.

## Биография
Дочь генерал-майора Федота Михайловича Каменского и Анны Алексеевны, урождённой Зыбиной. Детство провела в орловском имении Каменских Сабурово. Получила отличное домашнее образование. Знала французский и итальянский языки, «упражнялася в стихотворстве, живописи и музыке». Её стихи печатались в журналах без подписи. Является автором неопубликованного романа «Письма Кабардинские», написанного в подражание «Lettres d’une Péruvienne» («Письмам перуанки») Франсуазы де Графиньи; по словам Новикова, роман Ржевской превосходил произведение, послужившее образцом.
Умерла от послеродовой горячки. Похоронена на Лазаревском кладбище Александро-Невской лавры.
На надгробии выбита эпитафия, предположительно сочиненная её мужем, поэтом Алексеем Ржевским:
«Здесь Ржевская лежит, пролейте слезы, Музы:

Она любила вас, любезна вам была,

Для вас и для друзей на свете сем жила,

А ныне смерть её в свои прияла узы;

Среди цветущих лет, в благополучный век,

Рок жизнь её пресек,

Увянул острый ум, увяла добродетель,

Погибло мужество и бодрый дух ея.

Могущий Всесодетель!

Она ли участи достойна есть сея,

Чтоб век её младой просекло смерти жало;

Не долгий ли ей век здесь жити надлежало?

В достоинствах она толико процвела,

Что полу женскому здесь честию была.

Ни острый ум её, наукой просвещенный,

Ни дар, художествам и музам посвященный,

Ни нрав, кой столь её приятно украшал,

Который и друзей и мужа утешал,

Ни сердце нежное её не защитило

И смерти лютыя от ней не отвратило;

Великая душа, мужаясь до конца,

Достойна сделалась лаврового венца.

Скончаясь, Ржевская оставила супруга;

Супруг, в ней потеряв любовницу и друга,

Отчаясь, слезы льет и будет плакать век:

Но что ж ей пользы в том? Вот что есть человек!»

## Семья
Муж (с 19 февраля 1766 года) — А. А. Ржевский. Единственный сын Иван умер во время родов.

## Память
По завещанию Ржевской Академией художеств была основана ежегодная премия лучшему ученику в живописи и ваянии. В 1868 году премия объединена с премией Н. А. Демидова.